# Diócesis de Keta-Akatsi
La diócesis de Keta-Akatsi (en latín: Dioecesis Ketaënsis-Akatsiensis y en inglés: Roman Catholic Diocese of Keta–Akatsi) es una circunscripción eclesiástica de la Iglesia católica en Ghana. Se trata de una diócesis latina, sufragánea de la arquidiócesis de Acra. Desde el 16 de marzo de 2017 su obispo es Gabriel Edoe Kumordji, de los Misioneros del Verbo Divino.

## Territorio y organización
La diócesis tiene 7470 km² y extiende su jurisdicción sobre los fieles católicos de rito latino residentes en 5 distritos de la región del Volta: North Tongu, South Tongu, Akatsi, Ketu Sur y Keta.
La sede de la diócesis se encuentra en la ciudad de Akatsi, en donde se halla la Catedral de Cristo Rey. En Keta se encuentra la Concatedral de San Miguel Arcángel.
En 2021 en la diócesis existían 12 parroquias.

## Historia
El 15 de marzo de 1923 se erigió el vicariato apostólico de Volta Inferior con el breve Quae catholico del papa Pío XI. Incluía toda la Togolandia británica, anteriormente perteneciente al vicariato apostólico de Togo (hoy arquidiócesis de Lomé), y porciones de territorio en el curso inferior del río Volta, tomadas del vicariato apostólico de Gold Coast (hoy arquidiócesis de Cape Coast).
El 18 de abril de 1950, como consecuencia de la bula Laeto accepimus del papa Pío XII, el vicariato apostólico fue elevado a diócesis y tomó el nombre de diócesis de Keta.
El 23 de abril de 1956 cedió una parte de su territorio para la erección de la diócesis de Navrongo (hoy diócesis de Navrongo-Bolgatanga) mediante la bula Semper fuit del papa Pío XII.
El 5 de mayo de 1956, con la carta apostólica Haud parvum, el papa Pío XII proclamó a la Santísima Virgen María Inmaculada y a san Miguel Arcángel como patrones de la diócesis.
El 20 de junio de 1975, mediante el decreto Cum Excellentissimus de la Congregación de Propaganda Fide, la sede episcopal fue trasladada de la ciudad de Keta a la de Ho y al mismo tiempo la diócesis tomó el nombre de Keta-Ho.
Como consecuencia de los traslados territoriales que dieron lugar a las nuevas diócesis de Ho y Jasikan, el 19 de diciembre de 1994 asumió su nombre actual a raíz de la bula Venerabiles Fratres del papa Juan Pablo II.

## Estadísticas
Según el Anuario Pontificio 2022 la diócesis tenía a fines de 2021 un total de 81 986 fieles bautizados.
| Año                                                                             | Población            | Población | Población      | Sacerdotes | Sacerdotes    | Sacerdotes    | Bautizados por sacerdote | Diáconos permanentes | Religiosos | Religiosos | Parroquias |
| Año                                                                             | Bautizados católicos | Total     | % de católicos | Total      | Clero secular | Clero regular | Bautizados por sacerdote | Diáconos permanentes | Varones    | Mujeres    | Parroquias |
| ------------------------------------------------------------------------------- | -------------------- | --------- | -------------- | ---------- | ------------- | ------------- | ------------------------ | -------------------- | ---------- | ---------- | ---------- |
| 1950                                                                            | 79 064               | 680 410   | 11.6           | 34         | 4             | 30            | 2325                     |                      |            | 16         | 14         |
| 1970                                                                            | 237 149              | 947 000   | 25.0           | 17         | 17            |               | 13 949                   |                      |            | 17         | 23         |
| 1980                                                                            | 286 612              | 998 000   | 28.7           | 47         | 29            | 18            | 6098                     |                      | 18         | 26         | 25         |
| 1990                                                                            | 335 392              | 1 385 121 | 24.2           | 81         | 71            | 10            | 4140                     |                      | 11         | 52         | 30         |
| 1999                                                                            | 112 723              | 650 000   | 17.3           | 35         | 25            | 10            | 3220                     |                      | 12         | 20         | 10         |
| 2000                                                                            | 114 488              | 650 000   | 17.6           | 37         | 27            | 10            | 3094                     |                      | 12         | 16         | 10         |
| 2001                                                                            | 115 632              | 663 000   | 17.4           | 38         | 29            | 9             | 3042                     |                      | 10         | 18         | 10         |
| 2002                                                                            | 120 032              | 663 000   | 18.1           | 37         | 28            | 9             | 3244                     |                      | 10         | 19         | 11         |
| 2003                                                                            | 116 778              | 659 598   | 17.7           | 36         | 28            | 8             | 3243                     |                      | 9          | 15         | 10         |
| 2004                                                                            | 117 998              | 753 424   | 15.7           | 37         | 29            | 8             | 3189                     |                      | 9          | 16         | 10         |
| 2006                                                                            | 120 271              | 785 000   | 15.3           | 38         | 32            | 6             | 3165                     |                      | 7          | 18         | 10         |
| 2013                                                                            | 132 136              | 858 000   | 15.4           | 51         | 44            | 7             | 2590                     |                      | 7          | 24         | 12         |
| 2016                                                                            | 75 214               | 916 000   | 8.2            | 58         | 50            | 8             | 1296                     |                      | 8          | 21         | 12         |
| 2019                                                                            | 79 466               | 694 009   | 11.5           | 72         | 62            | 10            | 1103                     |                      | 10         | 20         | 12         |
| 2021                                                                            | 81 986               | 716 019   | 11.5           | 75         | 66            | 9             | 1093                     |                      | 9          | 22         | 12         |
| Fuente: Catholic-Hierarchy, que a su vez toma los datos del Anuario Pontificio. |                      |           |                |            |               |               |                          |                      |            |            |            |

## Episcopologio
- Augustin Hermann, S.M.A. † (26 de marzo de 1923-8 de abril de 1945 falleció)
- Joseph Gerald Holland, S.M.A. † (11 de julio de 1946-7 de mayo de 1953 renunció[nota 1])
- Antoon Konings, S.M.A. † (21 de febrero de 1954-10 de abril de 1976 renunció)
- Francis Anani Kofi Lodonu (10 de abril de 1976-19 de diciembre de 1994 nombrado obispo de Ho)
- Anthony Kwami Adanuty (19 de diciembre de 1994-7 de abril de 2016 retirado)
  - Emmanuel Fianu, S.V.D. (7 de abril de 2016-16 de marzo de 2017) (administrador apostólico)
- Gabriel Edoe Kumordji, S.V.D., desde el 16 de marzo de 2017